# 莫斯巴赫 (图林根州)
莫斯巴赫是德国图林根州的一个市镇。总面积9.70平方公里，总人口418人，其中男性221人，女性197人（2011年12月31日），人口密度43人/平方公里。